# Māl-e Khalīfeh
Māl-e Khalīfeh (persiska: مال خَليفِه, Deh-e Khalīfeh, Deh Khalīfa, دِهِ خَليفِه, دِه خَليفَ, مال خليفه) är en ort i Iran.   Den ligger i provinsen Chahar Mahal och Bakhtiari, i den centrala delen av landet, 500 km söder om huvudstaden Teheran. Māl-e Khalīfeh ligger 1 745 meter över havet och antalet invånare är 2 962.
Terrängen runt Māl-e Khalīfeh är huvudsakligen kuperad, men norrut är den bergig. Māl-e Khalīfeh ligger nere i en dal. Runt Māl-e Khalīfeh är det ganska glesbefolkat, med 21 invånare per kvadratkilometer. Māl-e Khalīfeh är det största samhället i trakten. Omgivningarna runt Māl-e Khalīfeh är i huvudsak ett öppet busklandskap.